# Мемориальные доски Константиновска
Мемориальные доски Константиновска — мемориальные (памятные) доски, установленные в Константиновске Ростовской области для увековечения известных персоналий и событий.
Город Константиновск имеет богатую историю. Здесь жили выдающиеся писатели, врачи, военные и революционные деятели, Герои Советского союза. В городе проходили исторические события, стояли выдающиеся сооружения. В честь этих событий, людей в городе установлены мемориальные доски.

## Установленные мемориальные доски

### Треневу К. А.
Мемориальная доска писателю и драматургу Треневу К. А. установлена в городе Константиновске на Доме Тренёва 23 октября 1977 года согласно решению Районного исполнительного комитета № 311 от 12 октября 1977 года. Доска изготовлена из белого мрамора в Ростовской художественной мастерской. На мраморной мемориальной доске сделана надпись: «В этом доме с 1914 по 1916 год проживал и работал выдающийся писатель и драматург К. А. Тренёв».
Лауреат Сталинской премии первой степени (1941), Константин Андреевич Тренёв известен своими сочинениями: «Анна Лучилина», «Любовь Яровая», «Полководец» и др. Несколько лет жил в городе Константиновске.

### Николаевскому собору

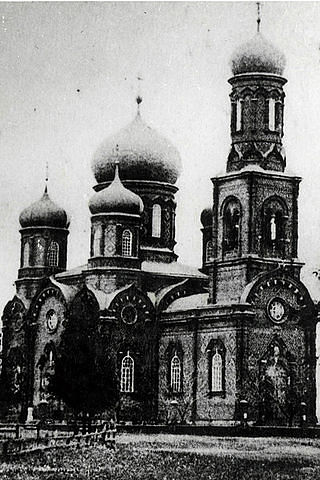
Николаевский собор в Константиновске

Мемориальная доска установлена на здании Константиновского районного дома культуры. Открыта 29 ноября 2015 года в память об утраченном православном храме Церкви Николая Чудотворца. Николаевский собор строился около 20 лет, с 1877 по 1897 год, донскими архитекторами: Петром Семеновичем Студеникиным, Антоном Анджеловичем Кампиони, Карлом Федоровичем Кюнцелем.
Храм был построен в русско-византийском стиле, представлял собой пятиглавое здание с узорчатой кирпичной кладкой, имел три пристола: в честь Николая Чудотворца, в честь Успения Пресвятой Богородицы, в честь Архангела Михаила.
В 1961 году собор был снесен, в 1967 году на его месте был построен нынешний Дом культуры.
На черной отполированной мемориальной доске по лазерной технологии выполнена старая фотография храма и заглавными буквами написан текст о храме.

### На здании ревкома
Мемориальная доска на здании ревкома установлена 5 ноября 1971 года в городе Константиновске на пересечении улиц Ленина и
Коммунистической в двухэтажном доме № 71, бывшем Народном доме. В этом доме весной 1918 года проходило первое заседание военно-революционного комитета. Мемориальная доска сделана из серого мрамора Ростовской художественной мастерской. Размеры доски: 0,5 х 0,8 метра. На мраморной плите сделана надпись: «В этом здании в феврале- апреле 1918 года находился военно-
революционный комитет». Под надписью помещено на красном фоне изображение двух скрещенных сабель и буденновка, по бокам — ветки дерева.

### Булаткину К. Ф.
Мемориальная доска Герою Гражданской войны, участнику обороны Царицына, командиру кавалерийской бригады в дивизии Б. М. Думенко Булаткину К. Ф. (1889—1925) установлена в городе Константиновске по улице Коммунистическая, дом 35. На доске сделана надпись: «В этом доме родился и жил герой Гражданской войны, организатор Красной кавалерии Булаткин К. Ф. (1895-1927 гг.)». Доска выполнена согласно решению городской администрации: Решение № 167 «Об учреждении мемориальных досок в память о писателе П. Н. Шумском и герое гражданской войны К. Ф. Булаткине».

### Шумскому П. Н.
Мемориальная доска писателю Петру Наумовичу Шумскому (1903—1956) установлена в городе Константиновске 20 октября 1988 года на доме № 102 по ул. 25 Октября к 85 — летию со Дня рождения писателя согласно Решению № 167 «Об учреждении мемориальных досок в память о писателе П. Н. Шумском и герое гражданской войны К. Ф. Булаткине». В этом писатель жил и работал.
Шумской П. Н. родился на Дону 8 мая 1903 года в хуторе Топилине Раздорского района в казачьей семье. Рано осиротев, он окончил церковно-приходскую школу, потом — высшее начальное училище. Вступил в Красную Армию, участвовал в боевых действиях конного корпуса Гая. Учился в Донском сельскохозяйственном институте в Новочеркасске, в Ростовском университете, который окончил в 1930 году. Участник войн, Шумский посвятил свое творчество военной теме.
Произведения писателя: сборник стихов «Походные песни», прозаическая книга «За колючей проволокой», повесть «Обреченность», книга «Учитель», сборник рассказов и очерков о сельских учителях. С 1941 года был членом Союза советских писателей, умер 19 ноября 1956 года. Похоронен в городе Азове.
В левой части мемориальной доска выполнен портрет писателя в виде барельефа, в центре заглавными буквами написан текст, в правой части в виде фона изображены раскрытые книги, олицетворяющий труды писателя.

### Здоровцеву С. И.
Мемориальная доска Герою Советского Союза Здоровцеву С. И. установлена в городе Константиновске 7 мая 1983 года на здании училища (ГБПОУ РО «Константиновский технологический техникум»).
Здоровцев Степан Иванович был выпускником этого училища. На беломраморной плите выбита надпись: «Здесь с 1932 — 33 годах учился Герой Советского Союза Степан Иванович Здоровцев»
Участник Великой Отечественной войны, командир звена 158-го истребительного авиационного полка (39-я истребительная авиационная дивизия, Северный фронт) — Здоровцев С. И. отличился, прикрывая в составе полка воздушные подходы к Ленинграду в районе Пскова. 28 июня 1941 года в воздушном бою с тремя вражескими бомбардировщиками, израсходовав боезапас, таранным ударом уничтожил немецкий самолёт «Юнкерс-88», сохранив при этом свой.
За этот подвиг 8 июля 1941 года получил звание Героя Советского Союза. 9 июля 1941 года младший лейтенант Здоровцев вылетел на разведку, на обратном пути в районе города Пскова ему попалась группа вражеских истребителей. Здоровцев с ними в бой. В этом бою он погиб.

### Линникову Д. С.
Мемориальная доска Заслуженному врачу РФ Линникову Дмитрию Семеновичу (1895—1965) установлена 29 октября 2014 года в городе Константиновске на здании поликлиники центральной районной больницы.
На доске по лазерной технологии выполнен портрет врача и сделана надпись: «Здесь работал заслуженный хирург России Линников Дмитрий Семенович, спасавший жизни воинов Красной Армии во время оккупации в годы Великой Отечественной войны». Дмитрий Линников, после института, с 1933 года больше тридцати лет работал хирургом в станице Константиновской. Был заведующим хирургическим отделением центральной районной больницы. Провел около 10 тысяч хирургических операций.

### Савельеву Е. П.

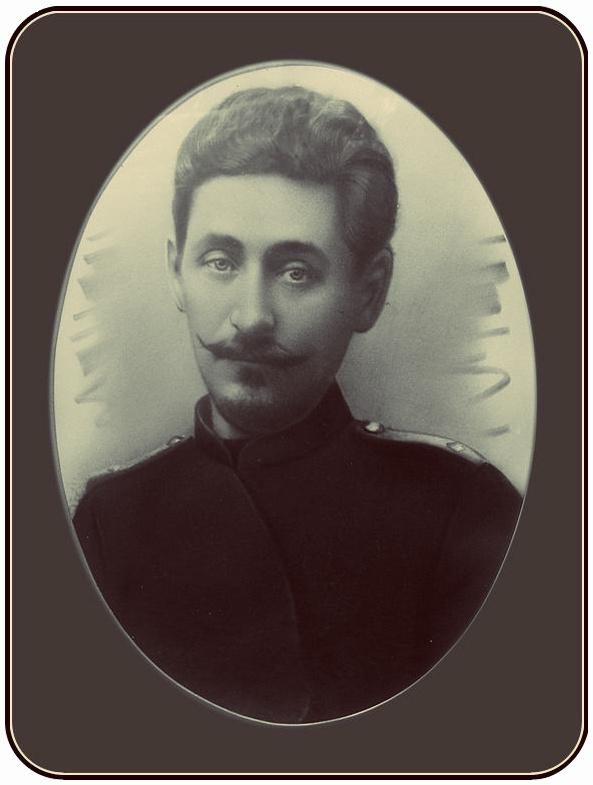
Савельеф Евграф Петрович

Мемориальная доска историку и поэту Савельеву Евграфу Петровичу установлена 27 сентября 2015 года в городе Константиновске в этом доме, где родился и жил донской историк. Севельев известен своим трехтомным исследованием «Древняя история казачества», многими монографиями: «Кто был Ермак и его сподвижники»,
«Очерки по истории торговли на Дону. Общество донских торговых казаков», «Атаман Платов и основание г. Новочеркасска (в 1805 г.)» и др. Инициатива по увековечиванию памяти Е. П. Савельеву правнучке историка Кристине Поповой. На мемориальной доске сделан портрет историка на фоне двух конников и надпись, повествующая о том, то в этом доме Савельев родился и годы его жизни — 1860—1930.

### Закарлюк П. И.
Мемориальная доска Заслуженному учителю РФ Закарлюк П. И. открыта 8 мая 2015 года в городе Константиновске на здании средней школы № 2. Петра Ивановича Закарлюк был участником Великой Отечественной войны, имел три ранения, лишился ноги. После войны работал директором школы, был заслуженным учителем РФ.

### Попову Владимиру
Мемориальная доска учащемуся сельскохозяйственного техникума установлена 8 мая 2015 года в городе Константиновске на здании сельскохозяйственного техникума.
Владимир Попов в годы немецкой оккупации поселка Константиновского принимал участие в деятельности партизанских отрядов, проводил диверсии в тылу неприятеля. После того, как немцы обнаружили отрезанные провода телефонной связи, они схватили Володю и после пыток расстреляли парня на краю поселка.

### Запечнову В. С.
Мемориальная доска поэту Запечнову В. С. установлена в городе Константиновске улице Коммунистической, 41.
Валентин Семенович Запечнов родился в 1930 году в станице Константиновской. Учился в Константиновском педагогическом училище,
по окончании которого работал журналистом в газете «Донские огни», на радио и телевидении.
Автор книги стихов «Берег моего детства». Похоронен в Константиновске на старом городском кладбище.

### Радченко И. С.

Радченко Иван Семёнович

Мемориальная доска полному кавалеру Ордена Славы Радченко И. С. открыта 8 мая 2015 года в городе Константиновске на здании средней школы № 1. Hадченко Иван Семенович родился в станице Константиновской, учился в
Константиновской средней школе. Воевал с 1943 года воздушным стрелком. Совершил более 120 боевых вылетов, награжден тремя орденами Славы, орденом Красной Звезды, орденом Отечественной войны.

### Доска почета
На доске почета в городе Константиновске представлены нынешние жители города. Среди них: Герой Социалистического Труда В. Д. Баранников, участник Великой Отечественной войны И. Ф. Минеев, первый почетный гражданин города Константиновска, лауреат премии Губернатора Ростовской области в номинации «Лучший врач 2012 года» И. В. Галеев.

### Башкатову И. А.
Мемориальная доска учащемуся КПК Башкатову Ивану Александровичу установлена 30 марта 2016 года в городе Константиновске.
С 1995 года Иван Башкатов служил в армии в Чечне, где и погиб в 1996 году. Был похоронен в Константиновске на старом городском кладбище. На мемориальной доске сделана надпись: «Башкатов Иван Александрович 23.11.1976 — 30.03.1996. Выпускник Константиновского педагогического училища 1995 г. Погиб при исполнении воинского долга в Чеченской республике. Награжден Орденом Мужества (посмертно)».